# 티모 호른
티모 필 호른(독일어: Timo Phil Horn, 1993년 5월 12일 ~ )는 독일의 축구 선수로, 현재 오스트리아 분데스리가의 레드불 잘츠부르크에서 골키퍼로 활약하고 있다.